# Schweringen
Schweringen er en kommune med knap 800 indbyggere (2012), beliggende i den nordlige del af Landkreis Nienburg/Weser, i den tyske delstat Niedersachsen.

## Geografi
Schweringen kommune i den sydlige del af Samtgemeinde Grafschaft Hoya. I kommunen ligger landsbyerne Schweringen, Eiße og Holtrup. Floden Weser løber gennem kommunen.